# James Randi

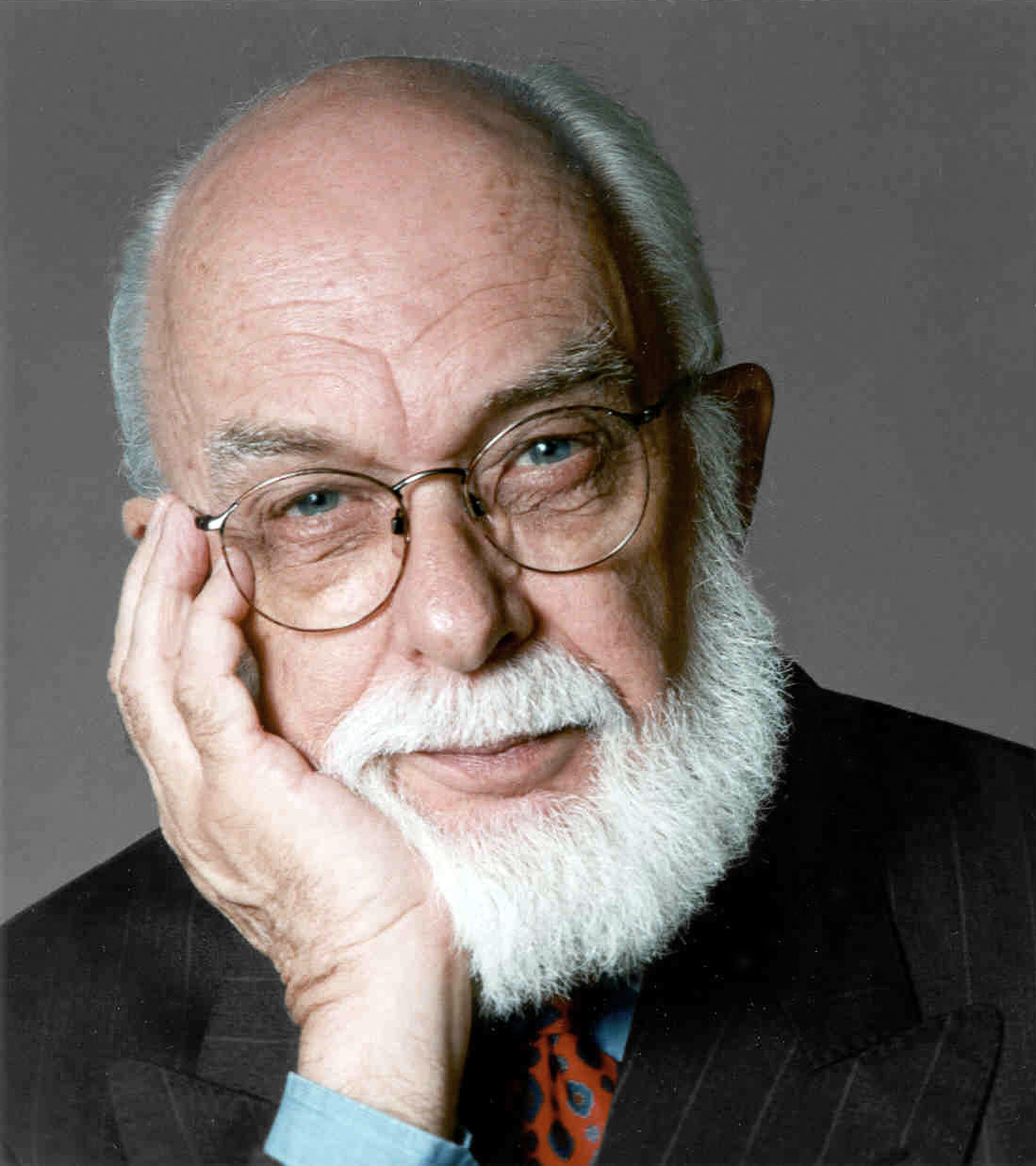
James Randi (2004)

James Randi (* 7. August 1928 in Toronto, Ontario, Kanada als Randall James Hamilton Zwinge; † 20. Oktober 2020 in Plantation, Florida, Vereinigte Staaten) war ein kanadisch-US-amerikanischer Zauberkünstler und ein prominentes Mitglied der Skeptics Society.
Der Gegner von Pseudowissenschaften wurde bekannt durch seine Eine-Million-Dollar-Herausforderung (One Million Dollar Paranormal Challenge) für den Beweis paranormaler Fähigkeiten.

## Berufliche Karriere
Randi arbeitete ab den 1950er Jahren als professioneller Bühnenzauberer und Entfesselungskünstler. Er trat zwischen 1955 und 1961 als The Amazing Randi in der US-amerikanischen TV-Show Wonderama auf. 1973 tourte er mit Alice Cooper als Bühnenillusionist. In der Ausgabe vom 2. Februar 1974 des britischen Magier-Magazins Abracadabra forderte er die magische Gesellschaft heraus mit den Worten: „Ich kenne keine Berufung, die so sehr wie unsere auf gegenseitigem Vertrauen und Glauben beruht“. Randi war eng mit dem prominenten Mentalisten Joseph Dunninger befreundet.
Randi trat ins internationale Rampenlicht, als er in den 1970ern die öffentlichen Behauptungen von Uri Geller anprangerte, dass dieser paranormale Taten vollbringe. In seinem Buch The Magic of Uri Geller stellte er Geller als Scharlatan dar, der sich gewöhnlicher Zaubertricks bediente. Geller reagierte mit einer Reihe Unterlassungsklagen, die jedoch alle von den zuständigen Gerichten abgewiesen wurden. So kam es zu wiederholten öffentlichen Auseinandersetzungen zwischen Randi und Geller. Geller lehnt seitdem wissenschaftliche Untersuchungen seiner angeblichen „übernatürlichen Kräfte“ ab. Auch der Aufforderung, an der „Eine-Million-Dollar-Herausforderung“ von James Randi teilzunehmen, kam er nicht nach.
Bei einem Fernsehauftritt 1973 in der Tonight Show mit Johnny Carson entstanden erstmals auch beim Massenpublikum Zweifel an den vermeintlich übersinnlichen Fähigkeiten Gellers, da er während des Auftrittes erstmals im Fernsehen nicht in der Lage war, seine üblichen Effekte vorzuführen. James Randi hatte bei der Vorbereitung der Sendung dafür gesorgt, dass die Requisiten nicht durch Geller manipuliert werden konnten.
Geller verklagte 1991 James Randi auf 15 Millionen US-Dollar Schadenersatz wegen eines in der Herald Tribune vom 9. April 1991 erschienenen Artikels von Randi. Dies war die dritte Klage von Geller gegen Randi. Die Klage wurde, wie alle vorausgegangenen und nachfolgenden, abgewiesen. In einem offenen Brief der Uri Geller Associates mit Sitz in Berkshire kündigte Geller an, dass er „Randi in jedem Land verklagen werde, in dem es ihm möglich sei, gegen die Lügen Randis vorzugehen“. Was Randi über ihn verbreite, sei nicht die Wahrheit.
1988 wurde Randi von Nature-Chefredakteur John Maddox zur Überprüfung von Jacques Benvenistes Homöopathie-Experiment hinzugezogen.
Randi veröffentlichte zahlreiche Bücher, in denen er sich mit der Geschichte der Zauberkunst beschäftigte oder populäre Irrtümer und Behauptungen des Paranormalen thematisierte.

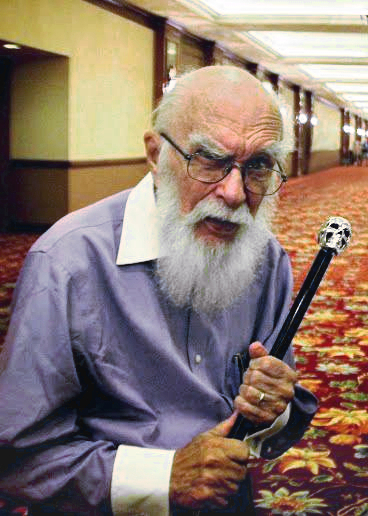
Randi mit einem Skull Cane (2014)

Er prangerte Personen als Betrüger und Scharlatane an, die mit Hilfe vorgeblicher paranormaler Fähigkeiten anderen Menschen schaden und sich an ihnen bereichern. Mit seinem Projekt Alpha erreichte er, dass die wissenschaftliche Untersuchung angeblicher paranormaler Fähigkeiten nun allgemein als Zeitverschwendung angesehen wird und an Universitäten praktisch aufgegeben wurde. Randis Aufdeckung der einfachen technischen Tricks, die der Fernsehprediger Peter Popoff verwendete, um vorzutäuschen, dass er Informationen von Gott erhält, bewirkte einen starken Niedergang von Popoffs Einfluss und Popularität.
Randi war Gründungsmitglied der CSICOP (Committee for the Scientific Investigation of Claims of the Paranormal), heute Committee for Skeptical Inquiry (CSI), wegen der gegen ihn durch Uri Geller angestrengten Klagen trat er jedoch später dort aus, um den Verein vor eventuellen Auswirkungen zu schützen.
1996 gründete Randi die Stiftung James Randi Educational Foundation (JREF). Diese Organisation fördert die Verifizierung von Hypothesen zu paranormalen Phänomenen durch die Überprüfung der behaupteten Erscheinungen unter kontrollierten Testbedingungen. Sie hatte ein Preisgeld von einer Million US-Dollar für die erfolgreiche Demonstration übernatürlicher Fähigkeiten unter wissenschaftlichen Testbedingungen ausgesetzt. Nach dem Rückzug James Randis ins Privatleben wurde im Januar 2015 die „Eine-Million-Dollar-Herausforderung“ eingestellt. Der Stiftungsrat beschloss, mit dem Kapital der Stiftung stattdessen Projekte finanziell zu unterstützen, die kritisches Denken und eine an Tatsachen orientierte Weltsicht fördern.
James Randi verstarb im Oktober 2020 im Alter von 92 Jahren.

## Projekt Alpha
Mit dem Projekt Alpha aus den Jahren 1982 und 1983 zeigte Randi, dass Parapsychologen bei ihren Experimenten relativ leicht zu täuschen sind.
James Smith McDonnell, Vorstandsvorsitzender von McDonnell Douglas und Anhänger der Parapsychologie, spendete 500.000 US-Dollar an die Washington University, um in St. Louis, Missouri, ein McDonnell Laboratory for Psychical Research zu gründen. Leiter wurde der Physiker Peter Phillips. In dieser Einrichtung wurden Menschen getestet, die behaupteten, über parapsychische Fähigkeiten zu verfügen. Zwei von ihnen, Michael Edwards und Steven Shaw (Banachek), schienen in der Tat besonders talentiert, allein durch mentale Kräfte Metall zu verbiegen, fotografische Filme zu belichten und Objekte bewegen zu können (Psychokinese). Allerdings waren diese beiden mit Randi befreundete Amateur-Zauberkünstler, die er ohne Wissen der Mitarbeiter gezielt in das Labor eingeschleust hatte.
Außerdem versorgte Randi die Parapsychologen mit Tipps, wie sie Tricks verhindern könnten, aber seine Hinweise wurden ignoriert. Auch als er die Information, dass Edwards und Shaw von ihm eingeschleust waren, als Gerücht lancierte, wurden die Maßnahmen nicht verschärft. Nach positiv verlaufenden Tests waren die Parapsychologen davon überzeugt, dass die beiden Testpersonen tatsächlich übernatürliche Fähigkeiten besäßen und sie einen Beweis für paranormale Phänomene in der Hand hielten. Eine Veröffentlichung darüber wurde vorbereitet und Interviews gegeben.

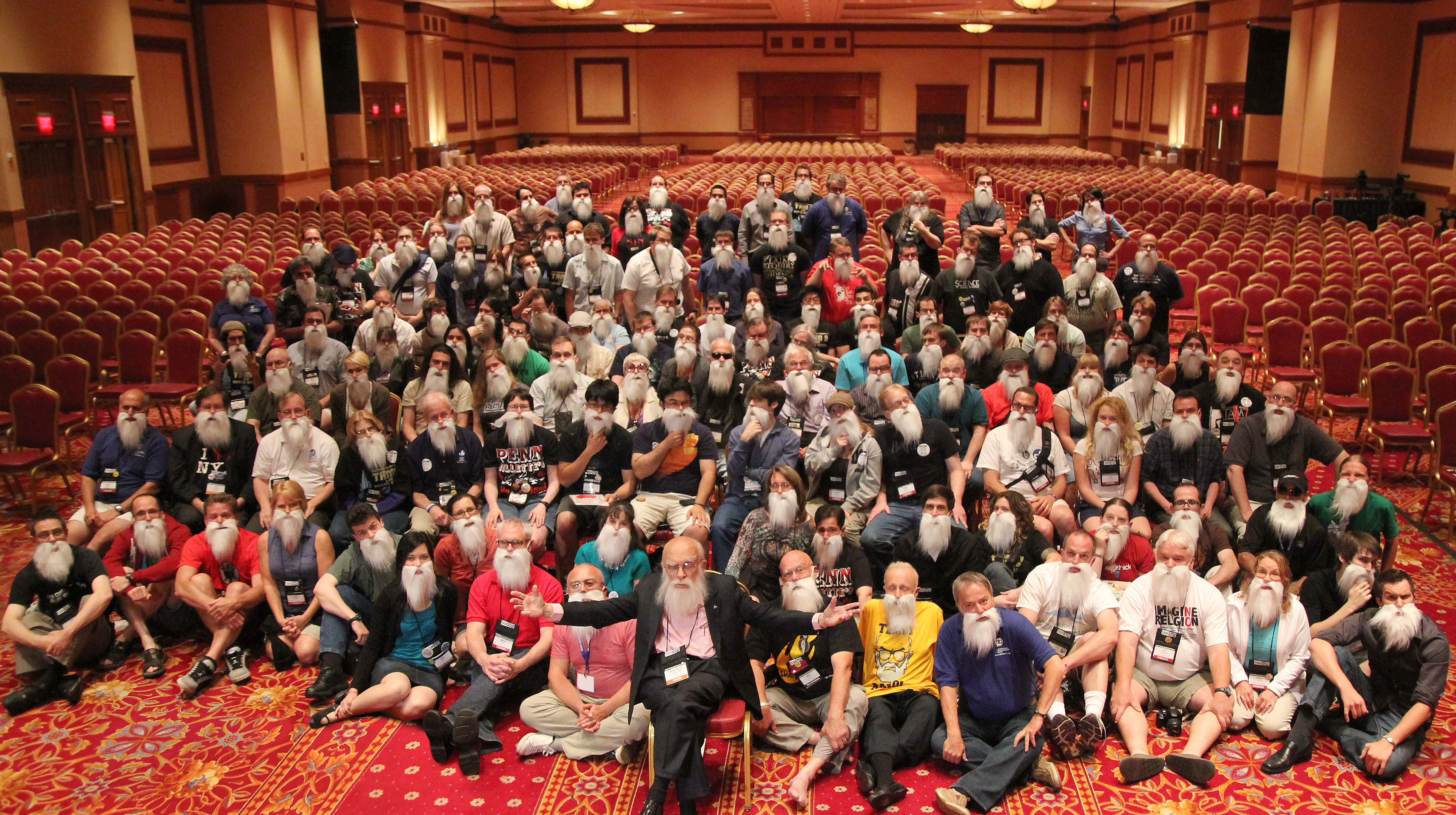
Eine Hommage an James Randi von der Unabhängigen Untersuchungsgruppe, am TAM, Juli 2011

Das McDonnell Laboratory wurde geschlossen, nachdem Randi die wahre Identität von Edwards und Shaw enthüllt hatte.

## Auszeichnungen
- Der Asteroid (3163) Randi ist nach ihm benannt (1981).[7]
- MacArthur Fellowship, 1986[8]
- Joseph A. Burton Forum Award der American Physical Society, 1989[9]
- Richard Dawkins Award von der Atheist Alliance International, 2003[10]
- Erwin-Fischer-Preis vom Internationalen Bund der Konfessionslosen und Atheisten, 2004[11]
- Philip J. Klass Award, 2007[12]
- Heinz Oberhummer Award für Wissenschaftskommunikation, 2016[13]

## Werke (Auswahl)
- Flim-flam!: psychics, ESP, unicorns and other delusions 1982, ISBN 978-0-87975-198-2.
- The Magic of Uri Geller. 1982, ISBN 978-0-87975-199-9. (später in The Truth About Uri Geller. umbenannt)
- The Faith Healers. 1989, ISBN 0-87975-535-0. (mit Carl Sagan)
- The Mask of Nostradamus: The Prophecies of the World’s Most Famous Seer. 1990, ISBN 0-87975-830-9
- Conjuring : being a definitive account of the venerable arts of sorcery, prestidigitation, wizardy, deception, & chicanery and of the mountebanks & scoundrels who have perpetrated these subterfuges on a bewildered public. 1992, ISBN 978-0-312-09771-4.
- An Encyclopedia of Claims, Frauds, and Hoaxes of the Occult and Supernatural. 1995, ISBN 978-0-312-15119-5 (online).

## Film
Im Jahr 2014 erschien der Dokumentarfilm An Honest Liar, der wichtige Stationen in Randis Leben begleitet. Neben seiner Karriere als Zauberkünstler und Skeptiker wird auch sein Privatleben beleuchtet, u. a. wird berichtet, dass Randi im Alter von 81 Jahren seine Homosexualität öffentlich machte und nach der Legalisierung der gleichgeschlechtlichen Ehe seinen langjährigen Lebensgefährten heiratete.
Teile von Randis Auftritt bei einer Demonstration von Atheisten wurden für den Dokumentarfilm The Unbelievers (2013) verwendet.